# Духовний сіяч
«Духовний сіяч» — церковно-народний ілюстрований двотижневий часопис. Виходив 1927—1931: спочатку у Варшаві, від квітня 1928 — в Кременці як видання Волинської єпархії православної церкви. На сторінках видання  друкували проповіді, листи місіонерів, життя святих, а також полемічні матеріали, критику, науково-популярні публікації. Основні рубрики включали «Книжки й часописи», «Оголошення» та «Із нашого релігійного життя».
Редактори:
- В. Островський (1927—1928),
- А. Котович (1928–1930),
- О. Вітенко (1930–1931).

Припинив вихід у серпні 1931. Друкував офіційні матеріали, статті з історії релігії, культури, літератури тощо.